# عبد الوهاب ساري
عبد الوهاب عبد الحفيظ المهتدي بن ناصر بطارسة (1892-1957م)، فقيه وعالم ولغوي وشاعر وسياسي، لقب نفسه بـ «ساري» لتجواله وتطوافه الدائمين، ولد في مدينة طرابلس الشام وفيها توفي.

## النشأة والتعليم
ولد في مدينة طرابلس الشام في عام 1892م وفيها توفي، قضى حياته في سورية وتركيا وجزيرة رودس ومصر والبحرين ولبنان، قرأ القرآن الكريم، وتلقى مبادئ اللغة العربية، ثم ارتحل إلى الأناضول فجزيرة رودس، فالإسكندرية ومنها إلى القاهرة حيث التحق بالأزهر ليتلقى علوم اللغة والدين، تولى في حلب إمامة طائفة من الجند إبان الحرب العالمية الأولى، ثم انتقل إلى طرابلس مأذونًا، فمعلمًا في المدارس الرسمية والأهلية، ثم انتقل إلى البحرين فاشتغل معلمًا لمدة عام، ثم عاد إلى وطنه، إمامًا وخطيبًا ومعلمًا في مسجد البداوي (شمالي طرابلس)، شارك في حركة مناهضة الاستعمار وكان ركنًا من أركان الشباب الوطني في مسقط رأسه، وانتسب إلى جمعية مكارم الأخلاق التي أسسها المصري صلاح الدين أبوعلي في طرابلس مطلع القرن العشرين، كما أسس المدرسة الوطنية (1927)، له مراسلات مع ملوك وشعراء عصره وتضم آثاره رسائل من: ملك العراق (1933) وعبد الله الأول أمير شرقي الأردن (1946) وأخرى منه حين أصبح ملكًا للأردن، وقصيدة من الشاعر أحمد هدى الأيوبي.

## أعماله
صدر له: ديوان:
- «إلهام» - مطبعة الشمال - طرابلس 1955 (160 صفحة من القطع المتوسط)،

وله مسرحيتان شعريتان هما:
- «آلام خالدة» - مطبعة اللواء - طرابلس 1933 (52 صفحة من القطع الكبير)،
- و«ليلة في معسكر الثوار» - 1947.عن فلسطين - نشرت قبل أحداثها الجسام،
- وله «الساريات السياسية» - تقديم: حسن نمر دندشي - المؤسسة الجامعية للدراسات والنشر - بيروت 1982،

وقصائد نشرت في صحف ومجلات عربية منها قصيدة
- «أين نخوة يعرب» - جريدة الإنشاء الطرابلسية 18/1/1985 أي بعد وفاته بربع قرن،

فضلاً عن أعمال شعرية مخطوطة في حوزة أسرته منها:
- ديوانا «الساريات الثورية»،
- و«من كل زهرة عبير»،

وثلاث مسرحيات شعرية:
- أرضنا يحكمها أبناؤها
- سيد العرب
- لسنا نطيع الغوّي اللعين.[1]

## الأعمال الأخرى
له مؤلفات ومقالات مخطوطة منها
- كتاب: «زبدة الخلاصة في تاريخ الأدب العربي»،
- وكتاب: «نظرات، مقالات وتأملات».

شاعر غزير الإنتاج نظم في المديح والغزل والإخوانيات، اتسمت قصائده بالطول وغلب عليها الطابع السياسي والنقد الاجتماعي والثورة على الواقع، والالتصاق، بالهموم القومية، مما أكسبها خيوطًا من الحكمة، كما اعتمدت لغة درامية مستمدة من المسرح مما ضمن لها الانتشار والذيوع، لقب بالشاعر الأحمر لما يتضمنه شعره من ثورية وتمرد، كان والده نصرانيًا من بيت لحم، اعتنق الدين الإسلامي وغير مكانه واسمه.